# Joachim Florent
Joachim Florent (* 1979 in Brüssel) ist ein belgischer Jazzmusiker (Kontrabass) und Physiker.

## Leben
Florent studierte zunächst Materialphysik an der Institut national des sciences appliquées de Lyon und klassischen Kontrabass an der École Nationale de Musique, Danse et Art Dramatique in Villeurbanne, dann Jazz am CNSM Paris. Seit 2009 war er als Bassist in den Gruppen Jean Louis, Metalophone, Imperial Quartet und Radiation10 tätig, mit denen er auch Alben veröffentlichte. In den letzten Jahren hat er daneben zunehmend Solokonzerte gegeben, etwa 2012 beim Festival Europa Jazz, und das Soloalbum Out of Science (2014) vorgelegt. In der Gruppe Extradiversion spielt er mit Anna-Lena Schnabel, Florian Weber und Edward Perraud. Weiterhin ist er auf Alben von Fidel Fourneyron, Clément Janinet und Marc Ducret zu hören.
Im Jahr 2007 gewann Florent den ersten Preis als Instrumentalist beim Jazzwettbewerb von La Défense und mit Radiation10 und später mit Jean Louis auch die ersten Preise mit einem Ensemble.